# Long Melford
Long Melford es una localidad situada en el condado de Suffolk, en Inglaterra (Reino Unido), con una población estimada al año 2011 de 3918 habitantes.
Se encuentra ubicada al este de la región Este de Inglaterra, al noreste de Londres y cerca de la ciudad de Ipswich —la capital del condado— y de la costa del mar del Norte.